# Aéroport international Stapleton
Pour les articles homonymes, voir Stapleton.
L'aéroport international Stapleton (Stapleton International Airport) était l’ancien aéroport de la ville de Denver dans le Colorado entre 1929 et 1995. En 1995, il  a été remplacé par l’aéroport international de Denver.

## Histoire
Stapleton fut ouvert le 17 octobre 1929 en tant que Denver Municipal Airport. Celui-ci fut étendu en 1944 et renommé Stapleton Airfield.  Son nom rendait hommage au maire de Denver Benjamin F. Stapleton qui gouverna la ville entre 1923 et 1947. Celui-ci participa activement à la création de l’aéroport.
Un terminal et une piste furent ajoutés en 1964. Le terminal fut élargi et une autre piste fut également ajoutée dans les années 1980. En 1995, l’aéroport possédait au total 6 pistes et 5 terminaux.
En 1982, le vol d’inauguration du Boeing 767 se fit entre l’aéroport de Chicago et l’aéroport de Stapleton. Les scènes du film 58 minutes pour vivre furent tournées dans l’aéroport ainsi qu’une scène du film Shining.
À partir des années 1980, l’idée de remplacer l’aéroport a commencé à germer. Celui-ci commençait à ne plus respecter les normes de sécurité, l’aéroport devenait trop petit et il apportait trop de bruit dans la banlieue de Denver. Des terres appartenant au proche comté d'Adams furent annexées à la ville de Denver pour y installer un nouvel aéroport.
La zone a depuis été utilisée pour la construction de nouveaux quartiers résidentiels. On y trouve environ 30 000 habitants, quatre écoles et 180 000 m2 de surfaces commerciales.